# Midden-Brabant Poort Omloop
De Midden-Brabant Poort Omloop is een Nederlandse wielerkoers in de provincie Noord-Brabant met start en finish in Gilze. De eerste editie van de wedstrijd vond plaats in 2011 als wedstrijd in de clubcompetitie, vanaf 2017 maakt de wedstrijd deel uit van de UCI Europe Tour in de categorie 1.2.